# هرمان هالر (ملحن)
هرمان هالر هو ملحن سويسري، ولد في 9 يونيو 1914 في برجدورف في سويسرا، وتوفي في 13 أغسطس 2002 في كوسناخت في سويسرا.

## وصلات خارجية
- هرمان هالر على موقع ميوزك برينز (الإنجليزية)